# Мамбре
Мамбре́ (фр. Membrey) — коммуна во Франции, находится в регионе Франш-Конте. Департамент — Верхняя Сона. Входит в состав кантона Дампьер-сюр-Салон. Округ коммуны — Везуль.
Код INSEE коммуны — 70340.

## География
Коммуна расположена приблизительно в 290 км к юго-востоку от Парижа, в 45 км северо-западнее Безансона, в 31 км к западу от Везуля.
По территории коммуны протекает река Ваннон, вдоль южной границы — река Сона, а вдоль восточной границы — река Гуржона.

## Население
Население коммуны на 2010 год составляло 222 человека.
| 1962 | 1968 | 1975 | 1982 | 1990 | 1999 | 2010 |
| ---- | ---- | ---- | ---- | ---- | ---- | ---- |
| 284  | 306  | 310  | 273  | 232  | 220  | 222  |

## Администрация
| Период | Период | Фамилия          | Партия | Примечания |
| ------ | ------ | ---------------- | ------ | ---------- |
| 2001   | 2007   | Жан-Пьер Вьенне  |        |            |
| 2007   | 2013   | Гаэль Шукра-Алла |        |            |
| 2013   | 2014   | Гаэль Гальден    |        |            |

## Экономика
В 2010 году среди 143 человек трудоспособного возраста (15—64 лет) 96 были экономически активными, 47 — неактивными (показатель активности — 67,1 %, в 1999 году было 76,7 %). Из 96 активных жителей работали 91 человек (52 мужчины и 39 женщин), безработных было 5 (1 мужчина и 4 женщины). Среди 47 неактивных 20 человек были учениками или студентами, 13 — пенсионерами, 14 были неактивными по другим причинам.

## Достопримечательности
- Руины римских зданий (II век). Исторический памятник с 1846 года[3]